# Sandra Bingenheimer

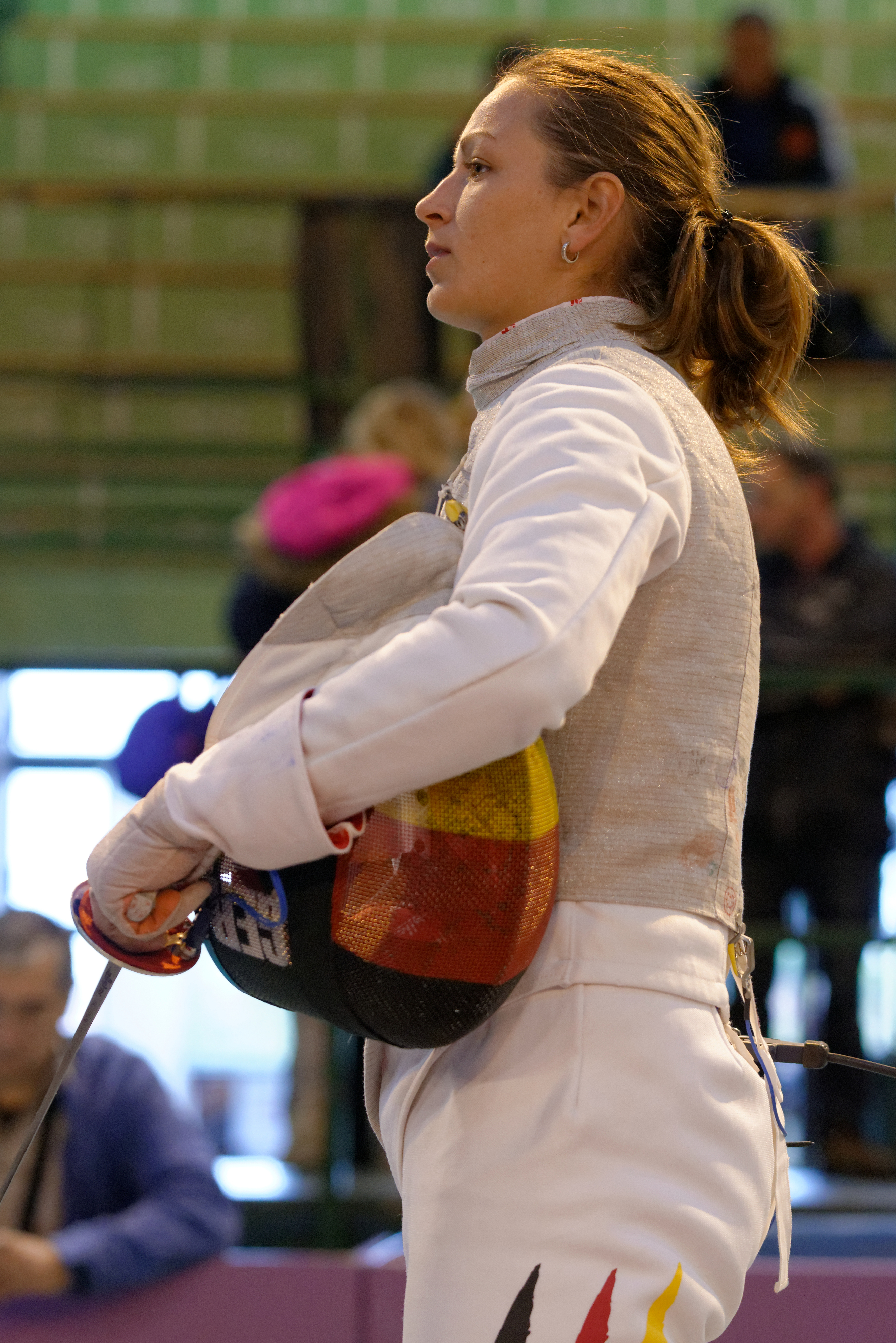
Bingenheimer beim Damenflorett-Weltcup-Turnier 2014 in Saint-Maur

Sandra Bingenheimer (* 3. Juni 1987) ist eine deutsche Florettfechterin. Sie ist mehrfache deutsche Meisterin.

## Leben
Sandra Bingenheimer begann 1995 mit dem Fechttraining beim TSV Mannheim, inzwischen ist sie Mitglied beim FC Tauberbischofsheim.
Sie war im Jahr 2013 Sportsoldatin (Dienstgrad Feldwebel) in der Sportfördergruppe der Bundeswehr in Mainz.

## Erfolge
Sandra Bingenheimer gewann die Deutsche Juniorenmeisterschaft 2004 in Schwerin und errang Bronze bei den Junioreneuropameisterschaften in Poreč mit der Florettmannschaft.
Im Jahr darauf gewann sie erneut die Deutsche Juniorenmeisterschaft 2005 in Mosbach, bei den Junioreneuropameisterschaften in Espinho holte sie Silber mit der Mannschaft und bei den Juniorenweltmeisterschaften in Linz Bronze ebenfalls mit der Mannschaft.
2006 gewann sie die deutsche Meisterschaft im Mannschaftsfechten und auch Silber im Einzel, bei den Juniorenweltmeisterschaften in Taebaek erreichte sie Bronze mit der Mannschaft.
Die Juniorenweltmeisterschaften 2007 in Belek gewann sie im Einzel.
2009 errang sie bei den Europameisterschaften in Debrecen Bronze im Einzel.
2010 erfocht sie bei den Europameisterschaften in Leipzig Silber mit der Mannschaft, bei den Deutschen Meisterschaften wurde es Bronze im Einzel.
Sandra Bingenheimer gewann bei den Deutschen Fechtmeisterschaften 2011 mit der Mannschaft,
2012 und 2013 gewann sie erneut mit der Mannschaft und holte jeweils Bronze im Einzel.
2014 gewann sie sowohl den Einzel- als auch den Mannschaftswettbewerb, ebenso 2015.